# Обыкновенная история
«Обыкновенная история» (рус. дореф. Обыкновенная исторiя) — первый роман русского писателя Ивана Александровича Гончарова, опубликованный в 1847 году в журнале «Современник». Иногда его объединяют в неформальную трилогию с последующими романами «Обломов» и «Обрыв». 

## Сюжет
«Обыкновенная история» — роман воспитания, повествующий о взрослении и разочаровании в собственных идеалах молодого дворянина Александра Адуева, неискоренимого, как представляется в начале, провинциального романтика. По приезде в Петербург он поступает «под крыло» своего дяди — суховатого дельца Петра Адуева. Несмотря на попытки старшего Адуева приучить племянника к хладнокровным рассуждениям, по сути жизненно необходимым для столичного образа жизни и успешной карьеры, романтические устремления младшего Адуева неизменно оставляют его с разбитым сердцем. Разочаровавшись в столичной жизни, Адуев в конце произведения возвращается в материнскую усадьбу, но через полтора года снова едет в Петербург, где в итоге, оставив свои романтические идеалы, делает карьеру на государственном поприще и собирается жениться на богатой наследнице.

## Главные герои
- Александр Фёдорович Адуев — молодой дворянин, «трижды романтик — по натуре, по воспитанию и по обстоятельствам жизни» (В. Г. Белинский), воспитанный в патриархальном барском духе. Он едет в Петербург к своему дяде, полный возвышенных мечтаний, любви ко всему человечеству и веры в своё призвание, надеется осуществить в Петербурге три своих мечты — прославиться как поэт и писатель, найти «вечную любовь» и «неизменную дружбу». Столкновение героя с жёстким и циничным Петербургом только в самом конце романа убеждает его, что надо быть таким же жёстким и циничным и делать «карьеру и фортуну». Как поэт он не состоялся — в Петербурге оказалось немало таких же посредственных поэтов, как и он сам, а как писатель, так и вовсе оказался бездарным — писал то, что уже давно написано другими и никаких новых тайн миру не открыл. Встретив свою первую любовь в Петербурге — Наденьку, Александр был уверен, что это навечно, и серьёзно вознамерился жениться на ней, но через полтора года Наденька променяла его на графа Новинского, который оказался человеком бывалым и с широким кругозором — т. е. имел всё то, чего Наденьке не хватало в Александре, и последний разочаровался в любви; скоро разочаровался и в дружбе: случайно встретил на Невском проспекте своего друга детства Поспелова, с которым не виделся ни разу после приезда в Петербург и не знал, что тот тоже уже в Петербурге, но Поспелов, пригласив его к себе, не захотел разговаривать ни о любви, ни о романтике, ни о детстве и шалостях, а только расспрашивал его о службе, карьере и т. п., и Александр сбежал от него. В эпилоге мы узнаем, что почти через 15 лет он превратился в преуспевающего дельца, ограниченного карьериста и вовремя женился на богатой из расчёта.
- Пётр Иванович Адуев — дядя Александра и его абсолютный антипод: «один восторжен до сумасбродства, другой — ледян до ожесточения» (цитата из романа). Богатый и известный в Петербурге человек. Жизнь удалась ему — «он сам нашёл себе дорогу». Он презрительно относится к людям, не приспособленным к жизненной борьбе, не умеющим владеть собою: «Восторги, экзальтация — тут человек всего менее похож на человека и хвастаться нечем. Надо спросить, умеет ли он управлять чувствами; если умеет, то и человек». Пройдя большой жизненный опыт, он считает, что дружба, любовь, поэзия, слава — лишь красивые слова, не существующие в жизни и даже не должны существовать, ибо все это глупость, блажь и слабость, и ничего в них возвышенного для человека нет. А также в силу своего жизненного опыта, все время давал Александру нехорошие (для Александра) предсказания, которые всегда сбывались: предсказал, что он не прославится ни как поэт, ни как писатель, потому что таланта нет; предсказал ему измену Наденьки за год до того, как она изменила. По сути, почти все, что произошло с Александром в этой истории, произошло по сценарию его опытного дяди Петра Ивановича.

## История публикации
Роман «Обыкновенная история» был написан Гончаровым сравнительно быстро, без той медлительности и сомнений, которые были характерны для него впоследствии, во время работы над «Обломовым» и «Обрывом». «Роман задуман был в 1844 году, писался в 1845, и в 1846 мне оставалось дописать несколько глав», — вспоминал Гончаров впоследствии. По-видимому, уже в 1845 году «Обыкновенная история» читалась Гончаровым в салоне Майковых, и автор романа внёс в свой текст некоторые изменения, сообразно с указаниями Валериана Майкова. Затем рукопись «Обыкновенной истории» в течение довольно долгого времени находилась у завсегдатая литературных салонов М. А. Языкова, который должен был, по просьбе Гончарова, передать её Белинскому, но не делал этого, считая роман малозначительным. Положение спас Некрасов, который взял эту рукопись у Языкова и вручил её Белинскому. По-видимому, весной 1846 года Гончаров читал первую часть «Обыкновенной истории» в кружке Белинского в доме Лопатина.
Убедившись в том, что «Обыкновенная история» представляет собою замечательное произведение, Белинский предложил Гончарову отдать этот роман в альманах «Левиафан», который Белинский предполагал издать в 1846 году. 14 мая 1846 года Белинский писал жене: «Скажи Маслову, что Некрасов будет в Питере в половине июля, и попроси его вложенное здесь письмо доставить по адресу хоть через Майковых, если он не знает, где живёт Гончаров». Надо думать, что в этом письме Белинского речь шла об «Обыкновенной истории» для «Левиафана». В конце июня — уже после отъезда Белинского на юг — Некрасов разговаривал на эту тему с Гончаровым, но без всякого успеха. Осенью мысль об издании альманаха окончательно отпала, и «Обыкновенная история» была куплена Некрасовым и Панаевым для «Современника». «Мы объяснили Гончарову дело о журнале, — писал Некрасов Белинскому, — он сказал, что Краевский ему даёт по 200 рублей за лист; мы предложили ему эти же деньги, и роман этот будет у нас. Другую его повесть я тоже купил у него».
В феврале 1847 года Гончаров, по свидетельству И. И. Панаева, «сияет, читая свои корректуры, и дрожит от восторга, стараясь в то же время прикинуться совершенно равнодушным». «Обыкновенная история» появилась в третьей и в четвёртой (мартовской и апрельской) книгах журнала «Современник». В 1848 году роман Гончарова был выпущен в свет отдельным изданием.

## Связь с романом «Обломов»
Взаимное притяжение и антагонизм двух Адуевых — репетиция отношений Обломова и Штольца в следующем романе Гончарова. Место Адуевой в следующем романе займёт барышня Ольга Ильинская. Адуевский лакей Евсей будет трансформирован в слугу Обломова. Принципиальная разница между романами в том, что, в отличие от Обломова, характер и взгляды на жизнь младшего Адуева к концу романа претерпевают значительные изменения.

## Адаптации
- Знаменитый спектакль по роману в 1966 году поставила в «Современнике» Галина Волчек (инсценировка Виктора Розова), с Михаилом Козаковым в роли Петра Адуева и Олегом Табаковым в роли Александра[4]. Автор инсценировки, режиссёр-постановщик и исполнители главных ролей в 1967 году были удостоены Государственной премии СССР[4].
  - 1970 году была снята телевизионная версия спектакля (в 2-х сериях).
- «Обыкновенная история» (Obicna prica) была поставлена в Югославии режиссёром Александром Джорджевичем (серб.); в 1969 году спектакль был записан для телевидения.
- В 2014 году спектакль по роману поставил Александр Коршунов в театре «Сфера»[5], в 2016 — Кирилл Серебренников в Гоголь-центре (инсценировка К. Серебреникова)[6].